# چولیشمن (رود)
رودخانه چولیشمن (به انگلیسی: Chulyshman River) رودخانه‌ای است که در روسیه جریان دارد.